# کارل راونس
کارل راونس (انگلیسی: Karl Ravens; زاده ۲۹ ژوئن ۱۹۲۷ – درگذشته ۸ سپتامبر ۲۰۱۷) سیاستمدار اهل آلمان بود. وی از ۱۶ مه ۱۹۷۴ تا ۱۶ فوریه ۱۹۷۸ وزیر مسکن و توسعه شهری آلمان غربی بود.
کارل راونس در ۸ سپتامبر ۲۰۱۷، در سن ۹۰ سالگی درگذشت.